# Szrenica Ski Arena

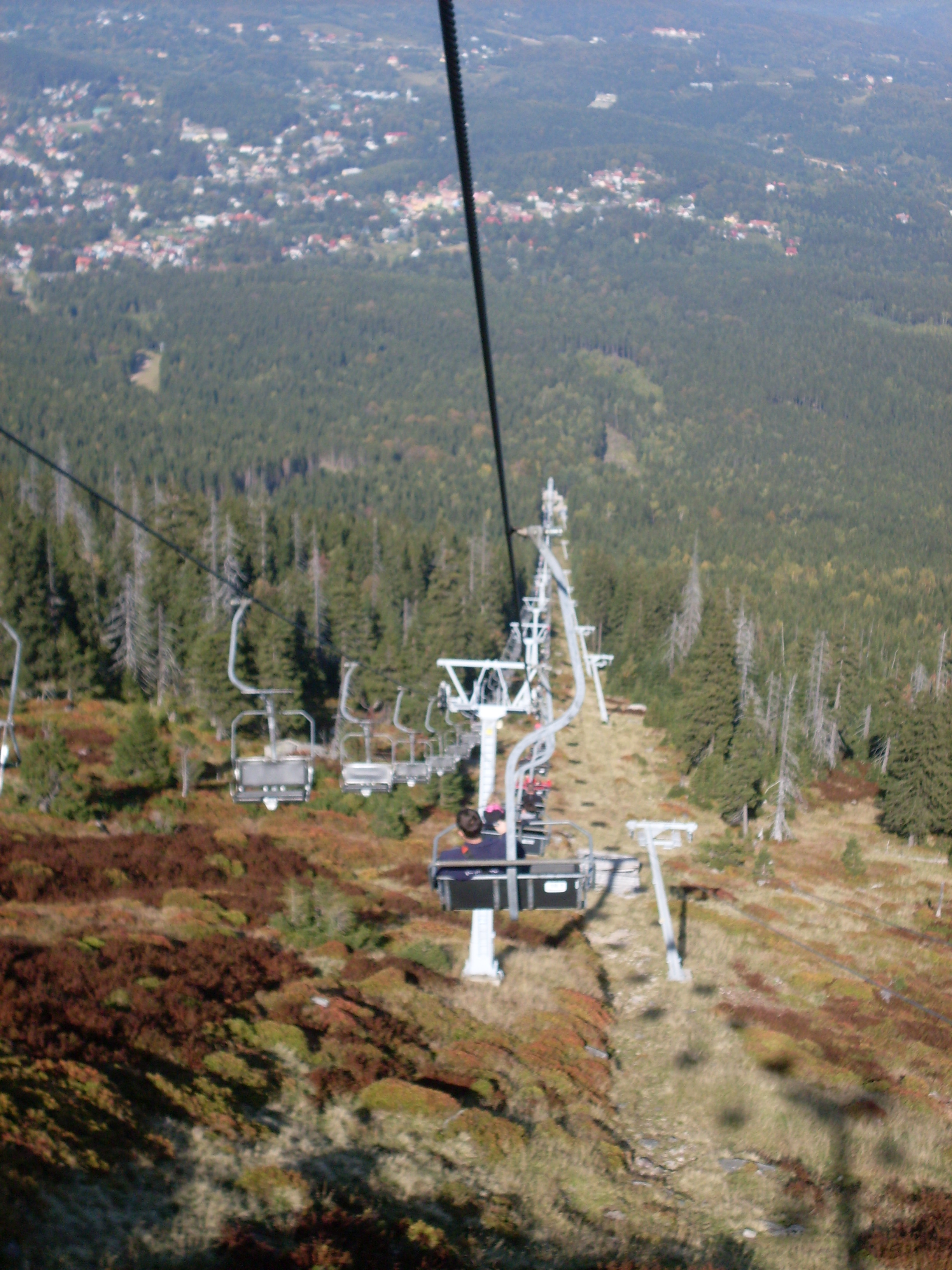
Kolej linowa Szrenica II

Szrenica Ski Arena – zespół nartostrad w Szklarskiej Porębie na stokach Szrenicy i Łabskiego Szczytu.

## Trasy narciarskie
- łatwe:
  - Puchatek,
  - Hala Szrenicka;
- trudne i średniotrudne:
  - Lolobrygida,
  - Śnieżynka,
- bardzo trudna:
  - FIS.

## Wyciągi

### Wyciąg krzesełkowy "Karkonosz Express"
- kanapy 6-osobowe
- długość: 2.393 m
- różnica poziomów: 508,1 m
- zdolność przewozowa : 1985 osób / godz.
- usytuowanie stacji dolnej : 713,5 m n.p.m.
- usytuowanie stacji górnej : 1.221.6 m n.p.m

### Wyciąg zaczepowy "Baby Lift"
- wyciąg dla dzieci
- długość: 80 m
- różnica poziomów: 17 m
- zdolność przewozowa: 720 osób/godz.
- średnie nachylenie: 21%
- największe nachylenie: 25%
- usytuowanie stacji dolnej: 712,5 m n.p.m.
- usytuowanie stacji górnej: 729,5 m n.p.m.

### Wyciąg orczykowy "Ściana"
- 2-osobowy
- długość: 1390 m
- różnica poziomów: 434 m
- zdolność przewozowa: 1437 osób/godz.
- średnie nachylenie: 33,07%
- największe nachylenie: 55,26%
- usytuowanie dolnej stacji: 881,3 m n.p.m.
- usytuowanie górnej stacji: 1315,4 m n.p.m.

### Wyciąg orczykowy "Hala Szrenicka"
- 2-osobowy, 2 równoległe
- długość: 636 m
- różnica poziomów: 118 m
- zdolność przewozowa: 2 × 1200 osób/godz.
- średnie nachylenie: 18,02%
- największe nachylenie: 25,5%
- usytuowanie stacji dolnej: 1163,5 m n.p.m.
- usytuowanie stacji górnej: 1281,5 m n.p.m.

### Wyciąg orczykowy "Świąteczny Kamień"
- 2-osobowy
- długość: 835 m
- różnica poziomów: 172 m
- zdolność przewozowa: 1400 osób/godz.
- średnie nachylenie: 21,08%
- największe nachylenie: 36,0%
- usytuowanie stacji dolnej: 1134,7 m n.p.m.
- usytuowanie stacji górnej: 1306,5 m n.p.m.